# اس‌تی‌اس-۷۰
اس‌تی‌اس-۷۰ (انگلیسی: STS-70) یکی از ماموریت‌های برنامه شاتل‌های فضایی بود که در تاریخ ۱۳ ژوئیه ۱۹۹۵ از پایگاه فضایی کندی به فضا پرتاب شد. این ماموریت نه روزه توسط شاتل دیسکاوری انجام گرفت و هدف اصلی آن نصب ماهواره تی‌دی‌آراس-۷ در فضا بود. همچنین این ماموریت نخستین بار از مرکز فضایی جانسون در هیوستون کنترل می‌شد.

## نگارخانه

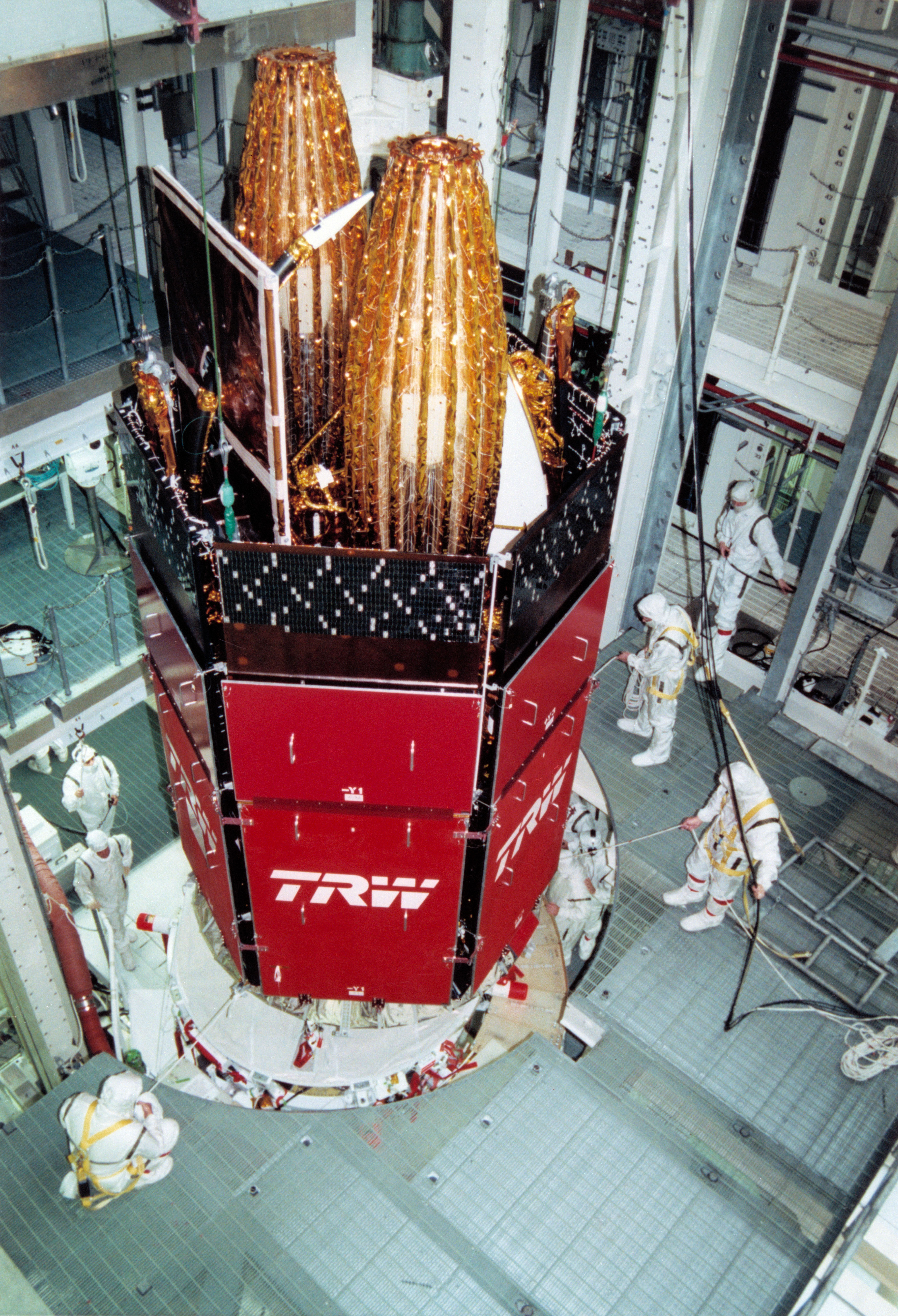
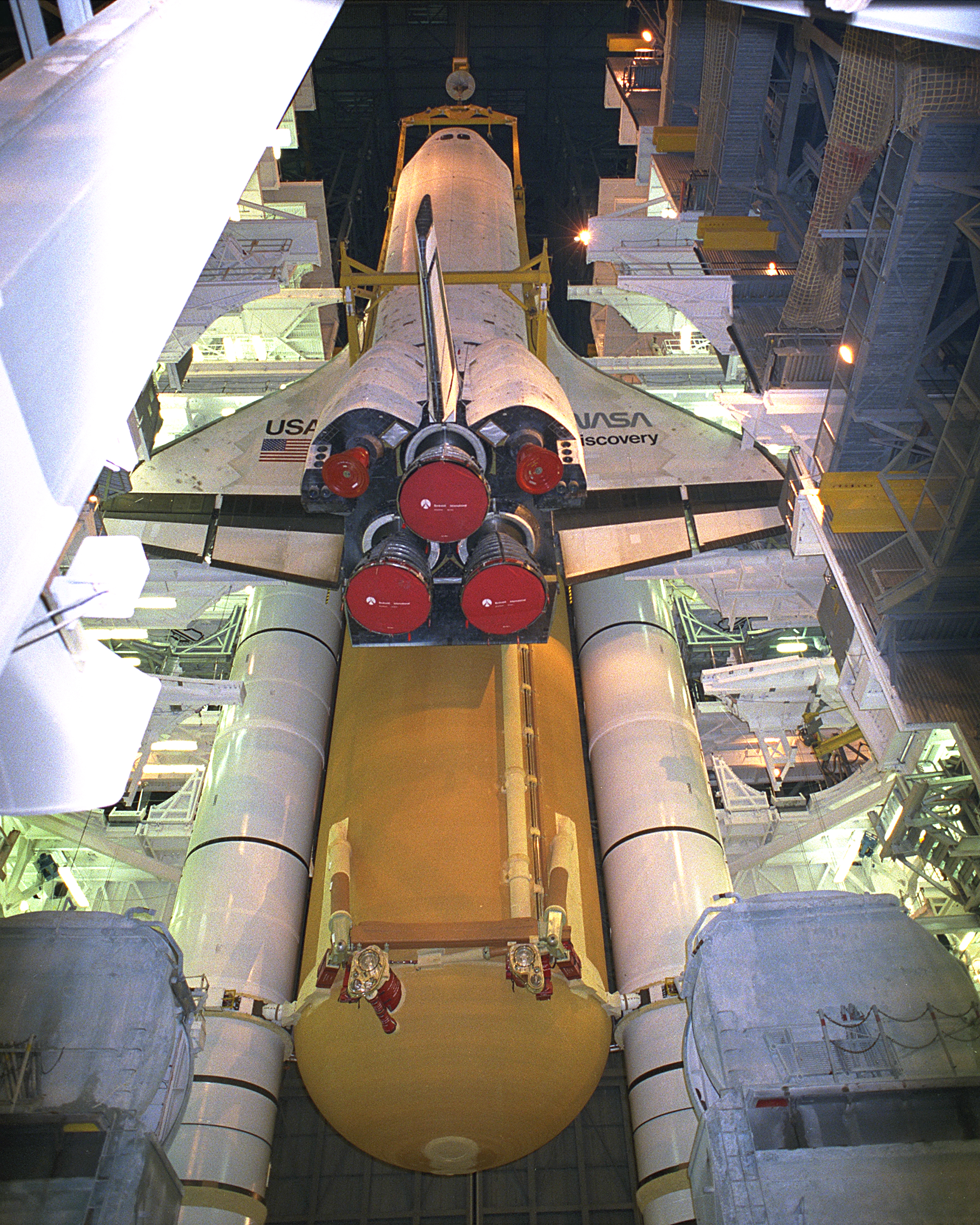
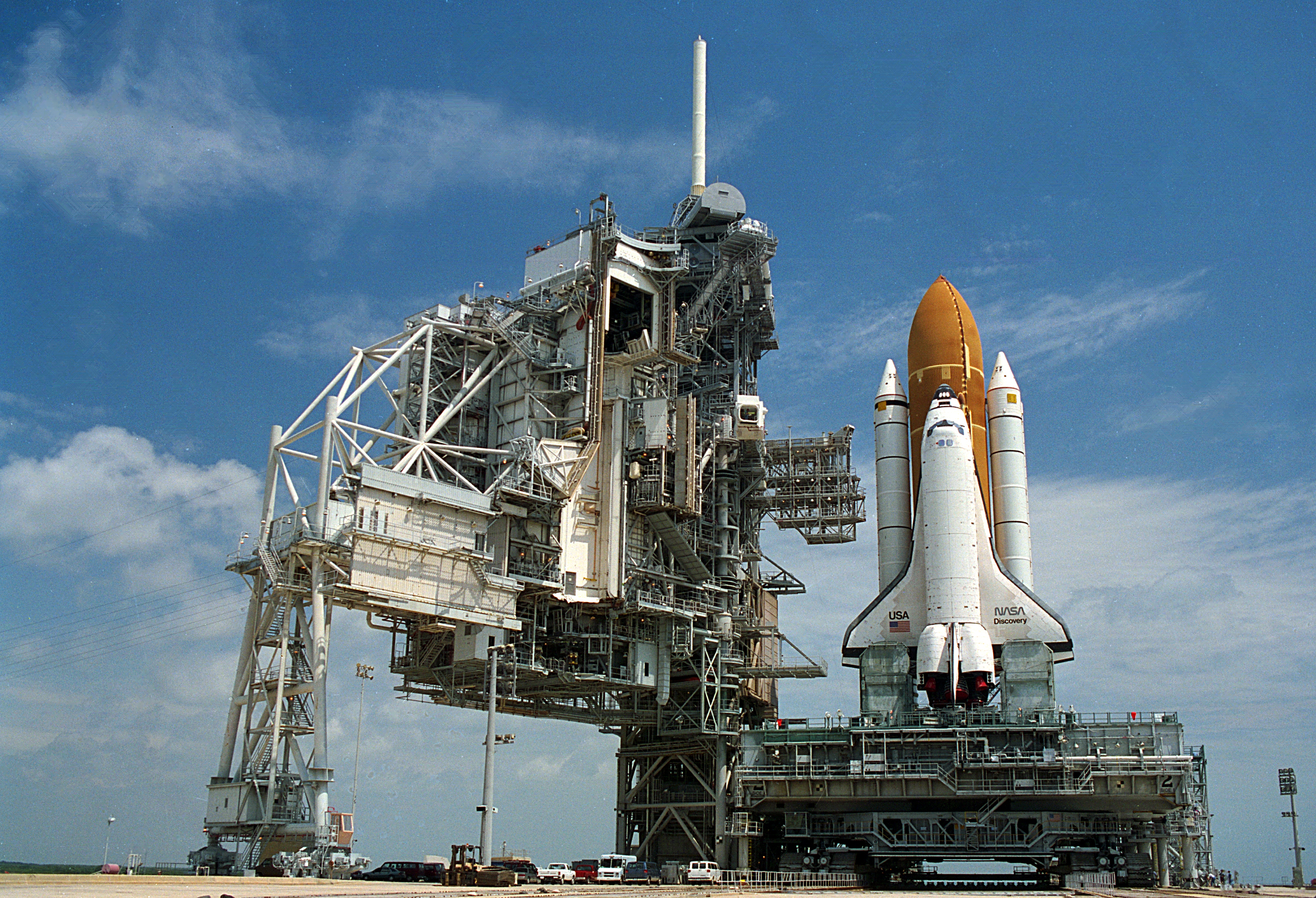
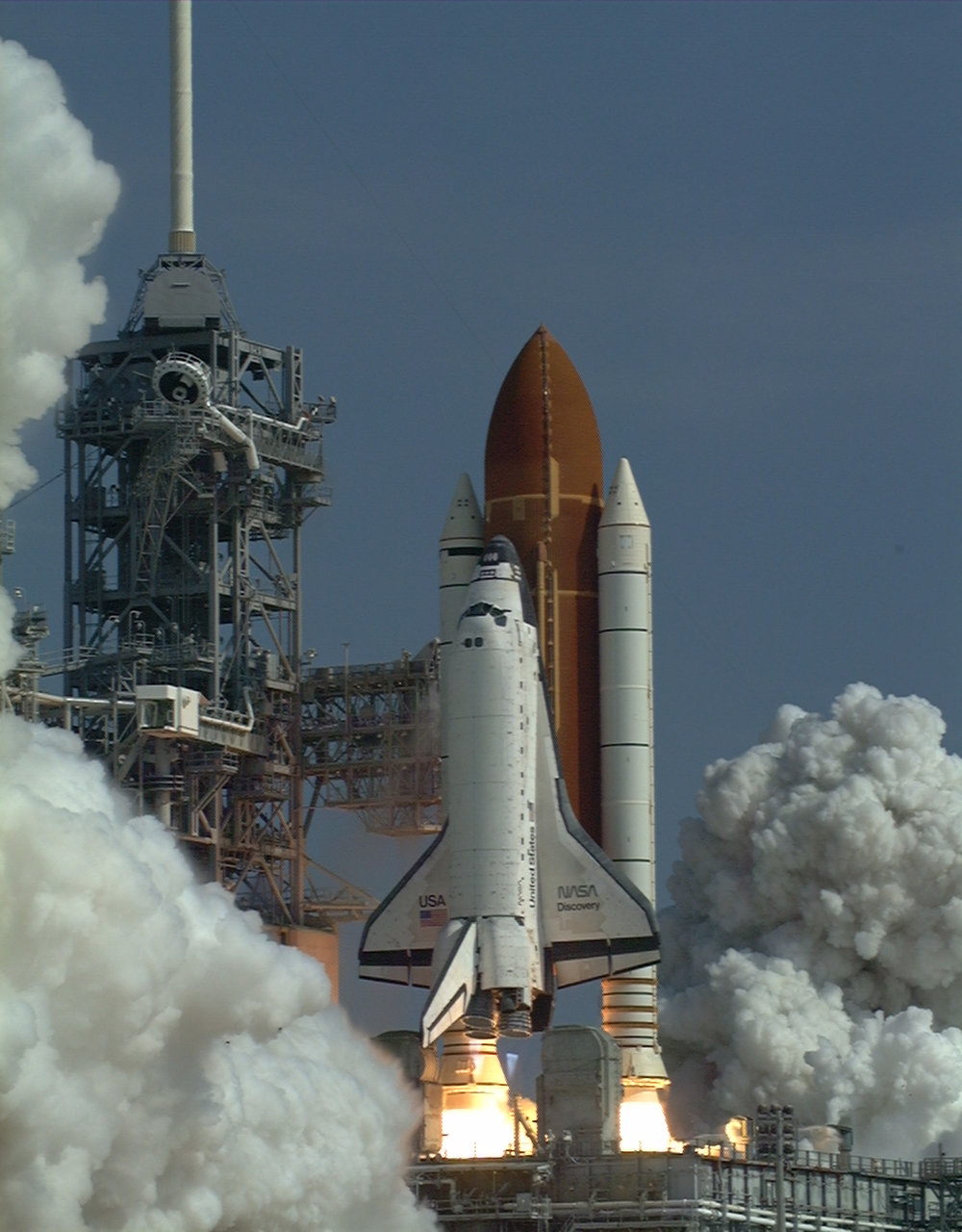
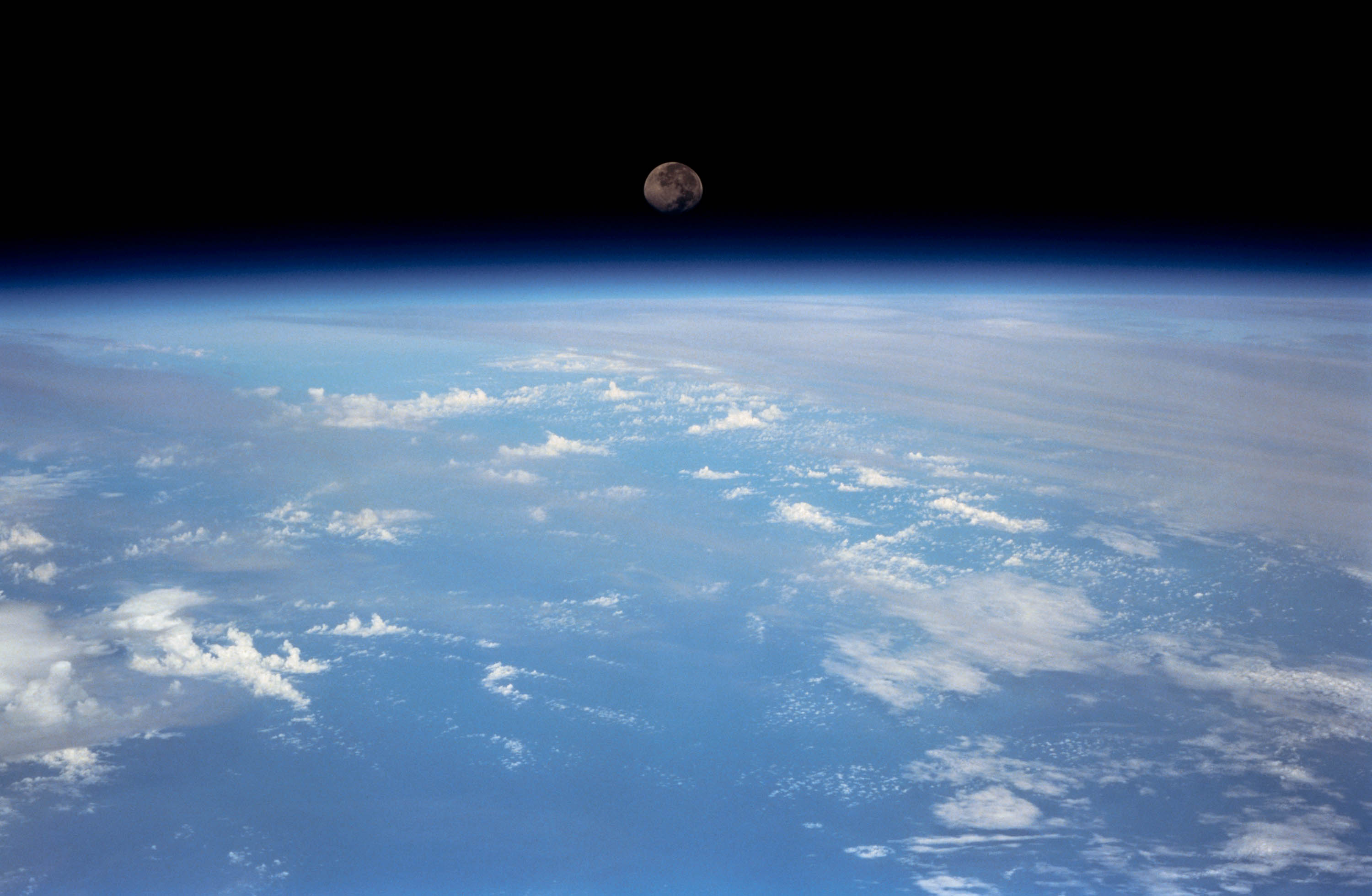
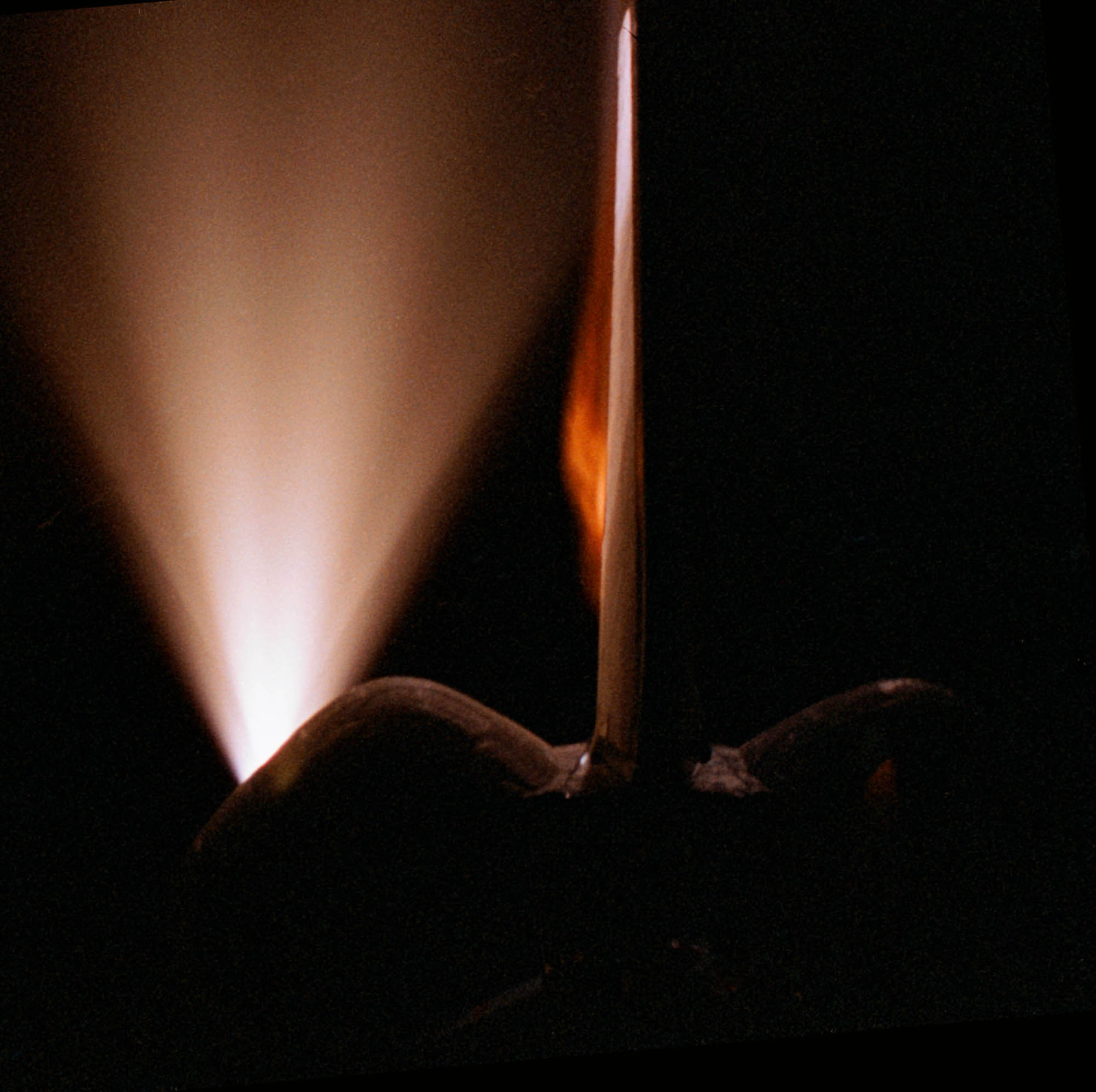
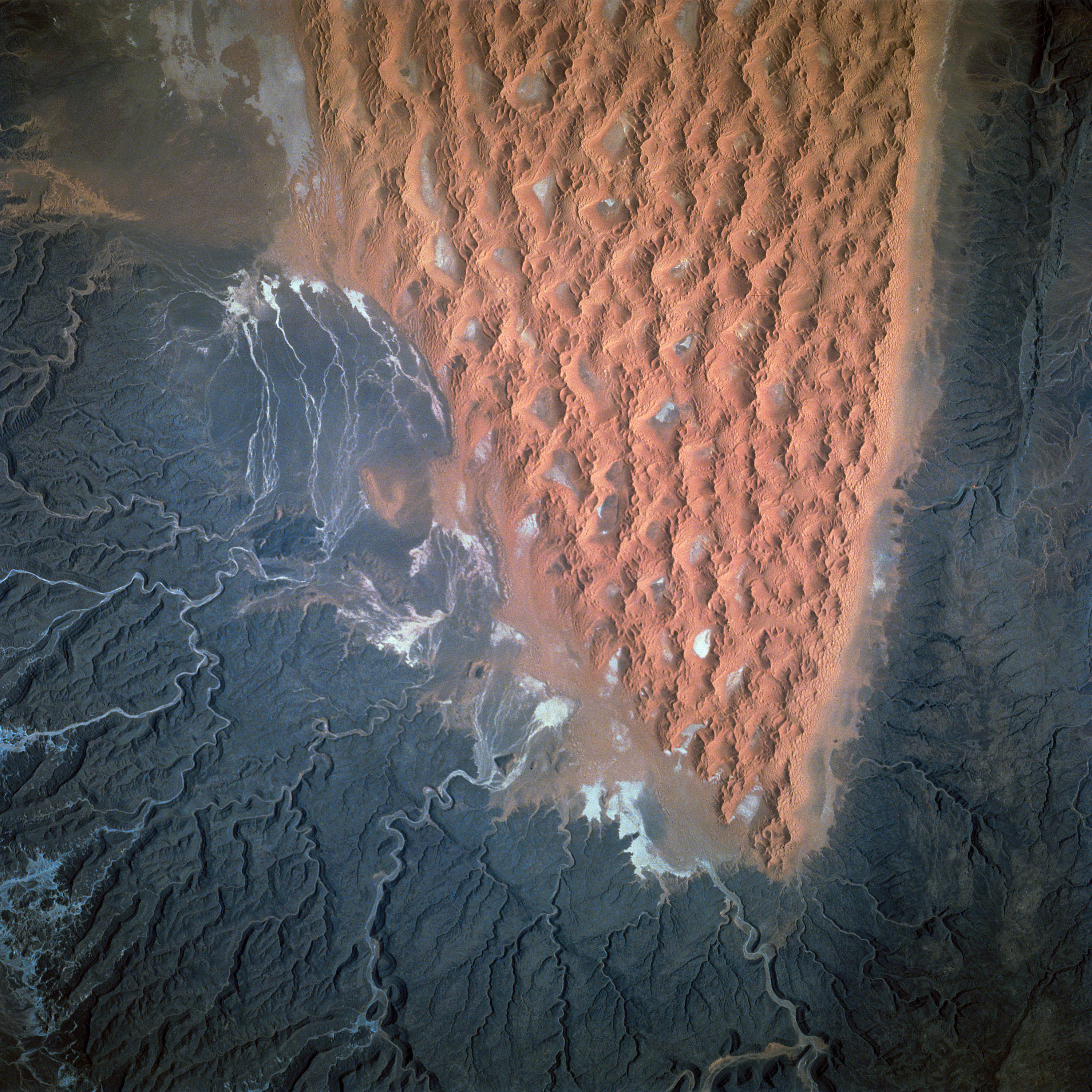
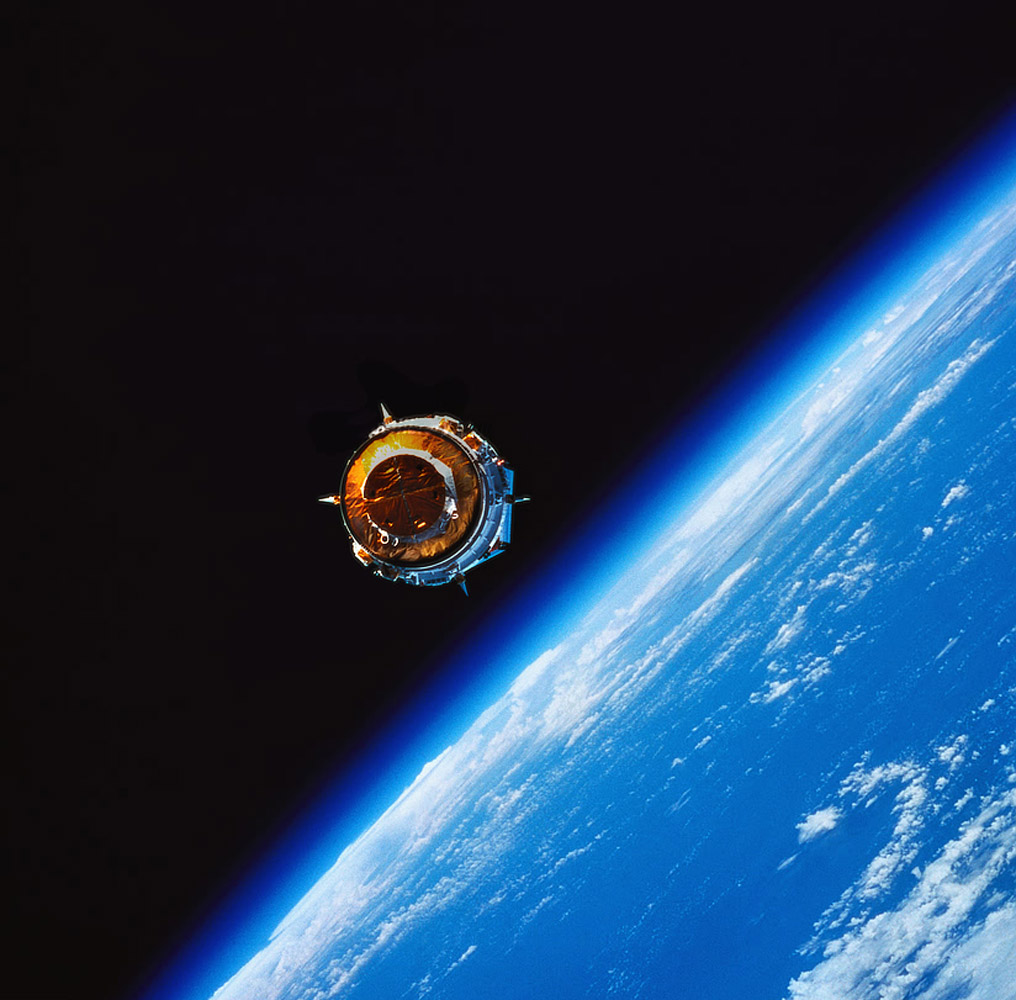
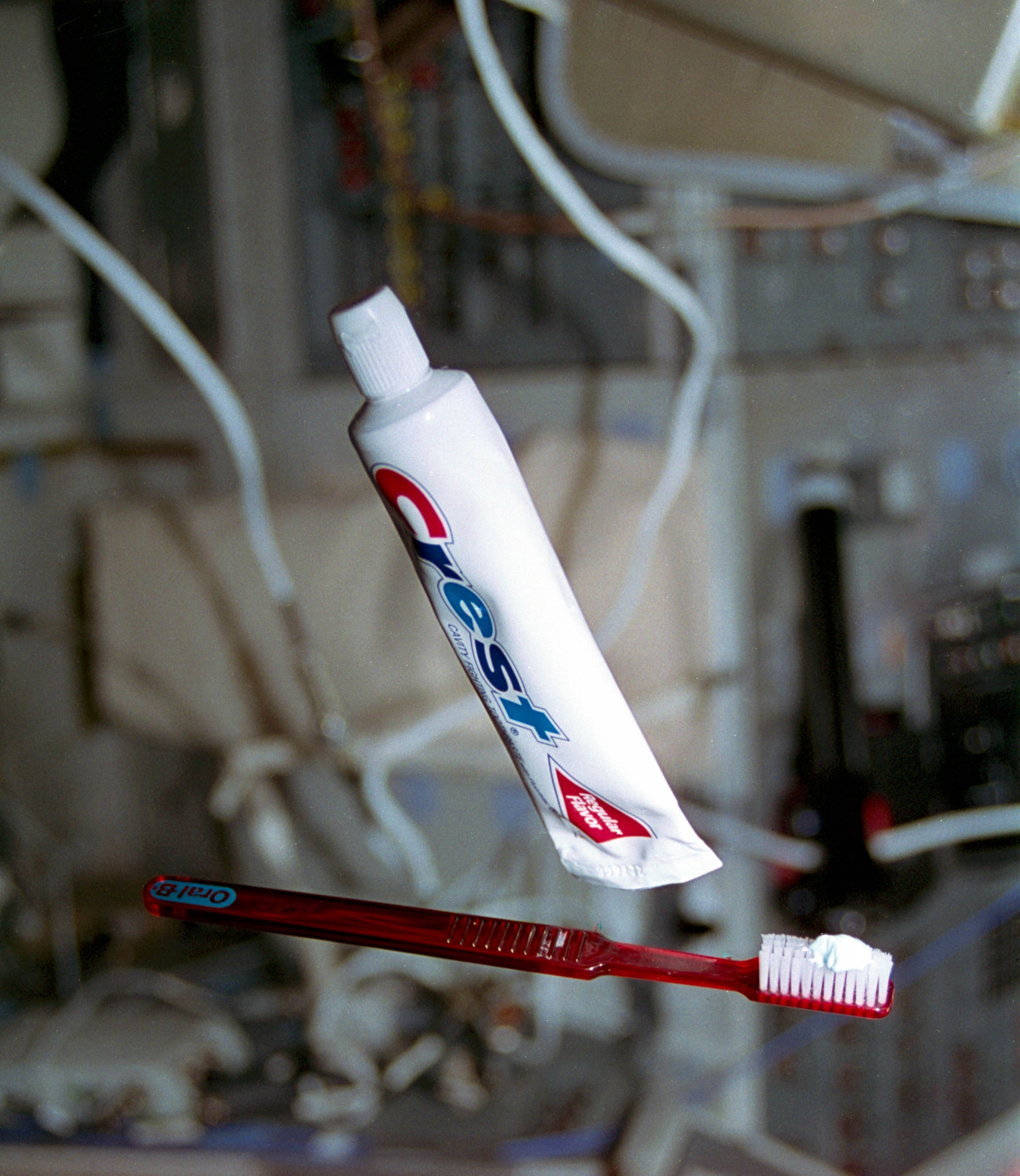